# Amor a millón
Amor a millón es el álbum debut de la cantautora y actriz venezolana Karina. Fue lanzado al mercado por la empresa discográfica Sono-Rodven en 1985.
El álbum está catalogado por la crítica venezolana, como una de las producciones musicales de mayor venta en Venezuela entre el período de 1985-1986. El disco fue producido en su totalidad por Rudy La Scala, cantante y productor musical que también ha hecho trabajos discográficos para: María Conchita Alonso, Guillermo Dávila, Kiara, entre otros.
Karina, ya con anterioridad había hecho su debut como cantante, en la participación que tuvo durante la grabación del LP El taller del orfebre (1984), disco dedicado al Papa Juan Pablo II, destacándose aquí con el tema: «Zapatos de tacón alto», uno de los singles que se llegaron a extraer de esta obra musical; luego, en 1985 publica su primer trabajo como solista.
Del álbum "Amor a millón" el primer single en ser promocionado en radio es: «Sé cómo duele», tema que la catapultó de inmediato a los primeros lugares de popularidad en las emisoras radiales; seguido a esto, vinieron también el lanzamiento de los singles «Te adoro», «Y si me dice» (con su videoclip), «Sálvame», «A quién» (con videoclip) y «Amor a millón». Y como dato curioso, vale la pena mencionar que los demás temas musicales que conforman el álbum y que no fueron seleccionados como singles oficiales, también se les promocionó en la radio, con lo cual, todas las canciones del disco de una u otra manera se dieron a conocer.

## Datos del álbum
- Arreglos y Producción a cargo de: Rudy La Scala.
- Músicos que colaboran en la grabación de este álbum: 
  - Luis Oliver (Teclados)
  - Alverto Bamet (Bajo)
  - Albert Arroyo (Percusión)
  - Pablo Manavello (Programación Lynn Drums)
  - Rudy La Scala (Teclados, sintetizadores, guitarras, percusión y backing-vocals).
- Éste álbum fue grabado totalmente en los Estudios Audio Uno (Caracas-Venezuela).
- Mezclado en Acuario Studios (Roma).
- Cortado en: R.C.A. Estudios, Roma).
- Ingeniero de Grabación y asistente de Producción: Nucho Bellomo.
- Ingeniero de Mezcla: Giuseppe Ranieri.
- Diseño e Ilustración: Alvise Sacchi.
- Fotografías: Rolando De La Fuente.
- Diseño del logotipo «KARINA»: Alvise Sacchi.

## Lista de canciones
Lado A:
1. "Tú porque tú" (Rudy La Scala) 3:03
2. "Te adoro" (Rudy La Scala) 3:10
3. "Amor a millón" (Rudy La Scala) 2:48
4. "Enamorados de la noche" (Carlos R. Silva) 2:54
5. "Sálvame" (Rudy La Scala) 3:55

Lado B:
1. "Ay mi amor" (Rudy La Scala) 3:23
2. "Sé como duele" (Rudy La Scala) 3:14
3. "Y si me dice" (Rudy La Scala) 2:24
4. "Qué extraño es el amor" (Carlos R. Silva) 3:21
5. "A quién" (Rudy La Scala) 3:38
6. "El ángel del amor" (Rudy La Scala) Instrumental 1:00

## Sencillos extraídos del álbum “Amor a millón (1985)”
1. Sé cómo duele (se hizo su respectivo videoclip).
2. Te adoro.
3. Y si me dice (se hizo su respectivo videoclip).
4. Sálvame.
5. A quién (se hizo videoclip).
6. Amor a millón.

- Datos: Q5672994